# Onderzoeksreactor

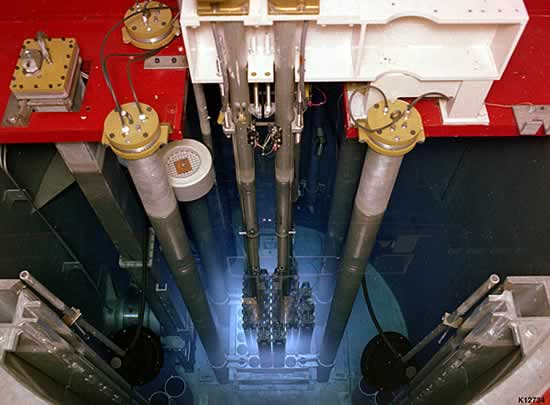
De kern van een onderzoeksreactor van het type TRIGA. Er zijn wereldwijd zo'n 70 van deze reactoren gebouwd.

Een onderzoeksreactor is een kernreactor die niet is ontworpen voor de opwekking van energie, maar (uitsluitend) voor onderzoek. Vaak gaat het hierbij niet zozeer om onderzoek naar kernreactoren en kernenergie, maar eerder om bijvoorbeeld materiaalkundig onderzoek dat gebruikmaakt van de neutronen die een kernreactor produceert, of om het produceren van radionucliden voor medisch en industrieel gebruik met behulp van diezelfde neutronen. Ook worden onderzoeksreactoren ingezet voor onderwijsdoeleinden.
Voorbeelden in Nederland en België zijn:
- de Hoger Onderwijs Reactor in Delft (Zuid-Holland)
- de hogefluxreactor in Petten (Noord-Holland)
- de BR1 en BR2 in Mol (prov. Antwerpen)